# 別西大譯本
別西大譯本（或譯“伯西托譯本”，ܦܫܝܛܬܐ） 意思是"簡單，通用，直譯,標準"，有時被稱為叙利亞的通俗譯本)是敘利亞基督教使用的古老的標準聖經譯本。
叙利亞語《别西大聖經》的希伯來語經卷部分是在公元2世紀左右直接從希伯來語翻過來的，並非轉譯自希臘語或其他語言的譯本。
叙利亞語譯本對於研究經文非常有用，因為叙利亞語譯本是最早的希臘語新约譯本之一，從第二世紀開始流行，譯文所根據的是第二世紀的聖經文本。《國際標準聖經百科全書》（英語）指出：“众所公認，在文本校勘方面，叙利亞語《别西大譯本》很有價值。關於古代傳統，這部譯本是最早期、最重要的見證之一。”